# Alvania piersmai
Alvania piersmai is een slakkensoort uit de familie van de Rissoidae. De wetenschappelijke naam van de soort werd in 1989 voor het eerst geldig gepubliceerd door Robert Moolenbeek en Henk Hoenselaar.